# سندريلا (أنمي)
سندريلا (باليابانية: シンデレラ物語، بالروماجي: Shinderera Monogatari) هو مسلسل أنمي تلفزيوني يتكون من 26 حلقة بدأ عرضة في 4 أبريل 1996 واستمر حتى 3 أكتوبر 1996.

## القصة
كانت سندريلا تحيا حياة سعيدة مع والديها بعدها توفيت والدتها فعاشت سندريلا مع والدها، بعد ذلك تزوج والدها من امرأة شريرة لها بنتان. بعد أن كبرت سندريلا وأختيها سافر والدها وتركها مع امراته واختيها، وعند رحيله ظهرت زوجة الأب على حقيقتها القاسية حيث بدأت تعامل سندريلا كأنها خادمة. فكانت تقوم بكل أعمال المنزل، وتنام في غرفة الخدم، وجعلنها خادمة لهن ولكن المسكينة لم يكن لها مهرب أخر حيث لم يتبقا لها أحد إلا بعض العصافير والفئران الذين أصبحوا اصدقائها، وكانوا يساعدونها بأعمال البيت والتنظيف.
وذات يوم التقت بفتى اسمه شارل وقد كانت تظن أنه فتى عادي وأصبحا صديقين وقد كان هو الأمير التي تحلم كل فتاة من المدينة بالزواج منه.كانت دائما تلاحظ تصرفاته الغريبة وتشك فيها كما التقت أصدقاء كثر.استمرت أختاها وأمهما بالتعامل معها كأنها خادمة، وبالرغم من كل هذا كانت سندريلا تحبهن. وذات مرة أثناء مغامراتها اكتشفت أن الشاب الذي تعرفه هو الأمير شارل نفسه فحزنت وقررت الابتعاد عنه، وفي يوم من الأيام أصدر الملك قرارا يجعل كل فتاة من فتيات المدينة مخولة لتكون زوجة لإبنه الأمير. وسيختار الأمير فتاة واحدة محظوظة خلال حفل راقص.
وبما أن سندريلا مشمولة بالقرار، طلبت من زوجة أبيها أن تسمح لها بمرافقتها إلى الحفلة فتوافق الزوجة ولكن بشرط تنظيف البيت وإيجاد ثياب جميلة للحفلة فتقوم سندريلا بالتنظيف ويقوم أصدقائها الفئران والطيور بتجهيز فستان. وذات يوم أتت دعوات إليهن لحضور حفلة أقامها الملك لاختيار زوجة لابنه الأمير فأرادت سندريلا الذهاب لكن زوجة أبيها الشريرة رفضت، ومزقت دعوتها. وذهبن إلى الحفلة تاركين سندريلا وحيدة في المنزل، وبعد ذهابهن ظهرت لسندريلا الساحرة الطيبة والتي ألبستها فستانا أية في الجمال وساعدتها في تجهيز نفسها، وحولت اليقطين إلى عربة وفأراها والكلب والقط إلى حراس أما العصفور فحولته إلى ريشة وضعتها على شعرها وتوجهت إلى الحفلة ولكنها حذرت سندريلا من أن السحر سيزول في منتصف الليل. فشكرت سندريلا الساحرة وانصرفت إلى الحفلة. دهش الأمير من جمالها وطلب منها الرقص معه فرقصت معه، وقد أعجب بها كثيرا ولم يعرف أنها سندريلا فنسيت سندريلا كل حياتها التعيسة وهي رفقة الأمير ونسيت تحذير الساحرة.
عند منتصف الليل تذكرت سندريلا التحذير فخرجت مسرعة بدون توديع الأمير ولم تقل له اسمها حتى. وأثناء خروجها مسرعة سقط منها حذاءها ولم تستطع إعادته، فالتقطه الأمير واحتفظ به. وبعد الحفلة قرر الأمير البحث عن صاحبة الحذاء، وبالفعل في الصباح الباكر استدعى الأمير نائبه وسائقة ليبحثوا عن صاحبة الحذاء التي هي سندريلا وعندما وصلو الي بيت سندريلا حاولت زوجة الاب ان لا يرى الأمير سندريلا لكن بفضل اصدقائها الاوفياء تم لقاءها وقاسوا عليها الحذاء فكان الكل منهدشا لأن الحذاء كان يناسبها تماما. فغضبت زوجة والدها الشريرة وابنتاها لأن سندريلا ستتزوج بالامير فلم يجدن غير البكاء وندب حظهن العاتر، أما سندريلا فتزوجت بالأمير وعاشت حياة سعيدة برفقة زوجها وأصدقاءها الذين ساعدوها دائما وعاشوا حياتهم بسعادة وأمان.

## الشخصيات
- سندريلا

هي بطلة القصة، وهي فتاة يتيمة تعيش مع زوجة والدها بعد سفر هذا الأخير، حيث عوملت معاملة سيئة واعتبرت خادمة، ولكن طيبة قلبها وصبرها، جعلاها تتزوج الأمير شارل، الذي كان الزواج منه حلم كل فتاة في المدينة.
- الأمير شارل

هو أمير المدينة، وهو طيب القلب ولطيف وشجاع ونبيل، يتنكر بهيئة شاب عادي ليجول شوارع المدينة حيث تعرف على سندريلا، وجمع بينهما القدر في النهاية فتزوجا.
- الحاكم

هو والد الأمير شارل وحاكم المدينة.
- زوجة الحاكـم

هي أم الأمير شارل.
- شارل الكذاب

هو نفسه الأمير شارل، وهذا الاسم كانت تطلقه عليه سندريلا حينما كانت تعتقد أنه شاب عادي.
- جون

هو صديق شارل.
- مارسيل

هو صديق شارل.
- اليكس

هو صديق شارل.
- خالة سندريـلا

- الساحرة

هي ساحرة طيبة، ساعدت سندريلا ععلى الدهاب إلى الحفلة بفضل سحرها، كما منحتها ملابس جميلة.
- كاترين

هي بنت زوجة أب سندريلا، وهي تكره سندريلا ودائمة الشجار مع أختها جانيت. كما أنها شريرة ومتعجرفة.
- جآنيت

هي بنت زوجة أب سندريلا، وهي تكرهها أيضا، وتمتاز بنفس صفات أختها كاترين، من شر وغرور.
- حيـوانات سندريلا

هم كلب وفأران وعصفور وقد كانوا أصدقاء سندريلا وساعدوها كثيرا.
- القطه ميشى

هي قطه زوجة اب سندريلا وهي ايضًا خبيثه
- الدوق زارال

هو دوق في قصر الحاكم، وهو شرير وكان دائما يخطط لزواج ابنته من الأمير شارل، ليستولي على الحكم، لكن خطته فشلت.
- والد سندريلا

والد سندريلا كان يحبها ويرعاها، ولكنه تزوج بعد موت أم سندريلا من امرأة شريرة، وسافر.
- سائق العربة

هو سائق عربة زوجة أب سندريلا.
- باقي الشخصيات لم تكن مهـمه

## تمثيل
- رنا جمول - سندريلا
- عادل أبو حسون - شارل
- مجد ظاظا - كاترين
- فدوى سليمان - جانيت
- هشام كفارنة - زارال
- زياد الرفاعي - بيلوس
- هنادي السعدي - بوليت
- زكي كورديللو - أليكس
- مريم علي - إيزابيل
- نضال نجم - جون
- محمد حداقي - مارسيل
و
- أنجي اليوسف - الخالة
- مأمون الرفاعي - زوري

## وصلات خارجية
سندريلا على موقع IMDb (الإنجليزية)
- سندريلا على موقع ليتربوكسد (الإنجليزية)
- سندريلا على موقع كينوبويسك (الروسية)
- سندريلا على موقع قاعدة بيانات الفيلم (الإنجليزية)
- سندريلا على موقع ANN anime (الإنجليزية)